# BV De Graafschap in het seizoen 1954/55
Het seizoen 1954/1955 was het eerste jaar in het bestaan van de betaaldvoetbalclub De Graafschap uit de Nederlandse stad Doetinchem. De club kwam uit in de Eerste klasse D en eindigde daarin op de vierde plaats, dit betekende dat de club in het nieuwe seizoen uitkwam op het hoogste voetbalniveau.

## Wedstrijdstatistieken

### NBVB(afgebroken)
|       | Alkmaar '54 | Amsterdam | Den Haag | Fortuna '54 | Rapid '54 | Rotterdam | Twentse Profs | Utrecht | Venlo '54 |
| ----- | ----------- | --------- | -------- | ----------- | --------- | --------- | ------------- | ------- | --------- |
| Thuis | –           | –         | 1 – 2    | 3 – 0       | 4 – 4     | 1 – 1     | 3 – 2         | 4 – 2   | –         |
| Uit   | 2 – 2       | 5 – 1     | –        | –           | –         | –         | 2 – 2         | 9 – 2   | 1 – 1     |

### Eerste klasse D
|       | AGOVV | Ajax  | Be Quick | BVV   | D.F.C. | Eindhoven | Sportclub Enschede | HVC   | RBC   | De Volewijckers | VSV   | VVV   | Xerxes |
| ----- | ----- | ----- | -------- | ----- | ------ | --------- | ------------------ | ----- | ----- | --------------- | ----- | ----- | ------ |
| Thuis | 1 – 0 | 1 – 1 | 5 – 0    | 1 – 0 | 4 – 1  | 0 – 3     | 5 – 2              | 3 – 1 | 2 – 3 | 0 – 3           | 0 – 0 | 1 – 0 | 2 – 1  |
| Uit   | 0 – 2 | 3 – 0 | 0 – 6    | 1 – 0 | 1 – 2  | 3 – 0     | 0 – 2              | 3 – 1 | 1 – 1 | 3 – 2           | 2 – 5 | 3 – 2 | 0 – 0  |

## Statistieken De Graafschap 1954/1955

### Eindstand De Graafschap in de Nederlandse Eerste klasse D 1954 / 1955
| Stand | Gespeeld | Gewonnen | Gelijk | Verloren | Punten | Doelpunten voor | Doelpunten tegen |
| ----- | -------- | -------- | ------ | -------- | ------ | --------------- | ---------------- |
| 4e    | 26       | 13       | 4      | 9        | 30     | 48              | 35               |

### Eindstand De Graafschap in de Nederlandse NBVB 1954 / 1955 (afgebroken)
| Stand | Gespeeld | Gewonnen | Gelijk | Verloren | Punten | Doelpunten voor | Doelpunten tegen |
| ----- | -------- | -------- | ------ | -------- | ------ | --------------- | ---------------- |
| 6e    | 11       | 3        | 5      | 3        | 11     | 24              | 30               |

### Topscorers
| #      | Naam                 | Goal |
| ------ | -------------------- | ---- |
| 1.     | Charley van de Weerd | 12   |
| 2.     | Epi Jansen           | 11   |
| 3.     | Gerrit Kluin         | 9    |
| 4.     | Theo Albers          | 4    |
| 4.     | Dick Faber           | 4    |
| 6.     | Pauke Meijers        | 3    |
| 7.     | Wim Hendriks         | 2    |
| 7.     | Karel Weijand        | 2    |
| 9.     | Anton Beumer         | 1    |
| Totaal | Totaal               | 48   |

| #              | Naam                      | Goal |
| -------------- | ------------------------- | ---- |
| 1.             | Gerrit Kluin              | 7    |
| 2.             | Epi Jansen                | 3    |
| 2.             | Gerrit Jansen             | 3    |
| 4.             | Anton Beumer              | 2    |
| 4.             | Eddy Hendriks             | 2    |
| 4.             | Charley van de Weerd      | 2    |
| 4.             | Karel Weijand             | 2    |
| Eigen doelpunt |                           |      |
| –              | Gerard Rumpen (Rapid '54) | 1    |
| Totaal         | Totaal                    | 24   |

### Spelers
Spelers die deelnamen aan NBVB-competitie:
- Anton Beumer (Dierense Boys)
- Dick Faber (Vitesse)
- Tinus Gerritsen (Dierense Boys)
- Eddy Hendriks (Vitesse)
- Wim Hendriks (Vitesse)
- Epi Jansen (Vitesse)
- Gerrit Jansen (Vitesse)
- Henk Jansen (Doetinchem)
- Marten Jochemsen (Be Quick Zutphen)
- Hennie Jonker (AGOVV)
- Gerrit Kluin (Vitesse)
- Wim Marskamp (Be Quick Zutphen)
- Pauke Meijers (N.E.C.)
- Charley van de Weerd (Wageningen)
- Henk Welgraven (Wageningen)
- Karel Weijand (Vitesse)
- Piet de Wilde (Doetinchem)